# Cartouche informatique
Pour les articles homonymes, voir Cartouche.
Une cartouche informatique est un module électronique d'extension intégré dans un boîtier en plastique comportant un circuit imprimé, que l'on peut insérer facilement dans un micro-ordinateur ou une console de jeu.
La cartouche informatique est généralement dotée d'une mémoire morte, contenant un programme, et parfois, elle peut également contenir des coprocesseurs, comme c'est le cas dans certaines cartouches de jeux ou applications musicales sur le standard MSX. Il arrive cependant qu'elle ne contienne que des puces permettant d'augmenter les fonctionnalités ou la puissance de l'ordinateur.
Parmi les ordinateurs ayant supporté des cartouches informatiques on peut citer :

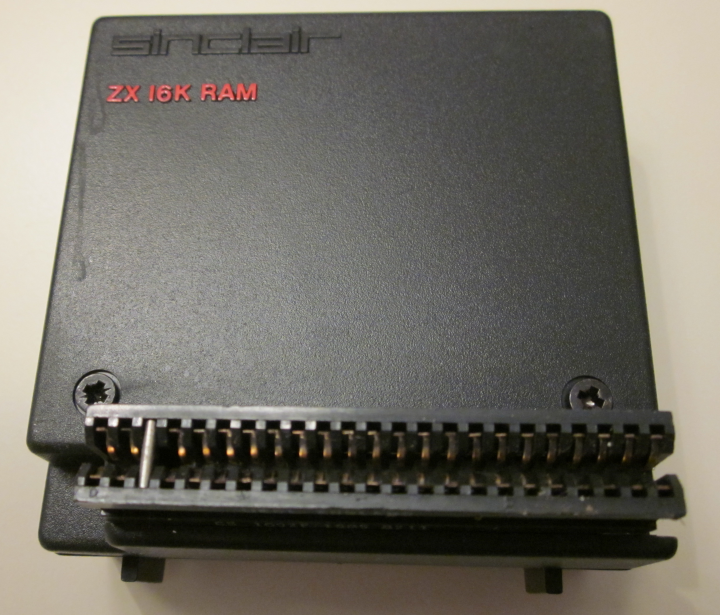
Cartouche d'extension mémoire du ZX81.

- Le ZX81 comportait à l'arrière un port d'extension, sur lequel on pouvait ajouter des extensions mémoire sous forme de cartouche.
- Le standard japonais MSX et ses évolutions MSX2, MSX2+ et MSX turbo R.
- Le micro-ordinateur soviétique Elektronika МС 0511.
- Le micro-ordinateur américain Texas Instrument-99/4A.
- L'Amiga 500 avait une trappe, sous l'ordinateur permettant d'ajouter une cartouche contenant 512 Kio de mémoire vive additionnelle.

Parmi les consoles de jeux ayant supporté des cartouches informatiques, alors appelées cartouches de jeu vidéo, on peut citer :
- Atari 2600
- Colecovision
- Console Vectrex
- Nintendo NES et Super Famicom
- Séga Master System

## Cartouche magnétique
On appelle également cartouche différents supports magnétiques qui ont été utilisés dans l'histoire de l'informatique. 
- ZX Microdrive, une bande magnétique intégrée dans un boîtier, était utilisée sur des ordinateurs de la marque Sinclair dans les années 1980.
- Le Disque ZIP et son successeur, le disque Jaz (en), produits par Iomega, qui était un disque magnétique de grande capacité pour l’époque où ils étaient encore utilisés.